# Campionati europei di bob 1995
I Campionati europei di bob 1995, ventinovesima edizione della manifestazione organizzata dalla Federazione Internazionale di Bob e Skeleton, si sono disputati ad Altenberg, in Germania, sulla pista Rennschlitten- und Bobbahn Altenberg. La località della Sassonia sita al confine con la Repubblica Ceca ha quindi ospitato le competizioni europee per la prima volta nel bob a due uomini e nel bob a quattro

## Risultati

### Bob a due uomini
| Pos. | Atleti                           | Nazione  |
| ---- | -------------------------------- | -------- |
|      | Christoph Langen Kai-Uwe Kohlert | Germania |
|      | René Spies Sven Peter            | Germania |
|      | Reto Götschi Guido Acklin        | Svizzera |

### Bob a quattro
| Pos. | Atleti                                                          | Nazione  |
| ---- | --------------------------------------------------------------- | -------- |
|      | Wolfgang Hoppe Ulf Hielscher René Hannemann Carsten Embach      | Germania |
|      | Hubert Schösser Gerhard Redl Thomas Schroll Martin Schützenauer | Austria  |
|      | Harald Czudaj Karsten Brannasch Alexander Szelig Udo Lehmann    | Germania |

## Medagliere
| Pos.   | Paese    | Oro | Argento | Bronzo | Totale |
| ------ | -------- | --- | ------- | ------ | ------ |
| 1      | Germania | 2   | 1       | 1      | 4      |
| 2      | Austria  | 0   | 1       | 0      | 1      |
| 3      | Svizzera | 0   | 0       | 1      | 1      |
| Totale | Totale   | 2   | 2       | 2      | 6      |